# 小行星8078
小行星8078（8078 Carolejordan）是一颗绕太阳运转的小行星，为主小行星带小行星。该小行星于1986年9月6日发现。

## 轨道参数
小行星8078的轨道半长轴为2.4211354 UA，离心率为0.216。